# James Acaster
James William Acaster, né le 9 janvier 1985 à Kettering, est un humoriste britannique. 

## Biographie
De Kettering (dont il réalisa d'ailleurs une série humoristique sur Youtube), il est parti étudier la musique à l'Université de Northampton mais habite aujourd'hui Londres.
Révélé en 2009, après son passage au Fringe, il est considéré comme l'un des comiques les plus influents du Royaume-Uni. Ses sketchs sont souvent narratifs, avec quelques interventions au public et un grand nombre de commentaires sur le fait de « ne pas être cool ». Mêlant des performances à la télévision, sur les planches aussi bien qu'à la radio, il est également l'auteur de deux ouvrages : Classic Scrapes qui relate ses nombreuses mésaventures et Perfect Sound Whatever qui traite de musique.

## Filmographie
- 2024 : SOS Fantômes : La Menace de Glace (Ghostbusters: Frozen Empire) de Gil Kenan